# Paweł Taranczewski
Paweł Maria Taranczewski (ur. 21 stycznia 1940 w Krakowie) – polski malarz i filozof, profesor nauk plastycznych.

## Życiorys
Urodził się w rodzinie Wacława Józefa, malarza, i Wandy z Hryniewieckich (1902–1958). W 1957 ukończył V Liceum Ogólnokształcące im. Augusta Witkowskiego w Krakowie, w 1963 studia na Wydziale Malarstwa Akademii Sztuk Pięknych w Krakowie, w 1971 studia filozoficzne na Uniwersytecie Jagiellońskim. W 1971 pracował jako asystent W Zakładzie Estetyki na Wydziale Filozoficznym UJ. W latach 1982–1999 pracował w Zakładzie Rysunku Malarstwa i rzeźby na Wydziale Architektury Politechniki Krakowskiej. W 1988 obronił na Uniwersytecie Jagiellońskim pracę doktorską O płaszczyźnie obrazu napisaną pod kierunkiem Władysława Stróżewskiego. W 1991 przeprowadził przewód kwalifikacyjny II stopnia na Wydziale Malarstwa ASP w Krakowie, w 1997 uzyskał tytuł profesora sztuk plastycznych. W latach 1998–2010 był kierownikiem Katedry Historii i Teorii Sztuki na krakowskiej ASP, w latach 2000–2009 wykładał estetykę i zagadnienia sztuki XX wieku w Papieskiej Akademii Teologicznej w Krakowie. Od 2009 wykładał w Akademii Ignatianum w Krakowie, w latach 2010–2014 kierował tam Katedrą Estetyki.
Swoje malarstwo prezentował na kilkunastu wystawach indywidualnych i również kilkunastu zbiorowych. Jego prace znajdują się w zbiorach m.in. Muzeum Narodowego w Krakowie, Muzeum Krakowa, Muzeum Akademii Sztuk Pięknych w Krakowie oraz w licznych kolekcjach prywatnych.
Od 1966 jest członkiem Związku Polskich Artystów Plastyków, od 1972 członkiem Polskiego Towarzystwa Filozoficznego. W 2006 został członkiem czynnym Polskiej Akademii Umiejętności, w latach 2010–2015 był dyrektorem VI Wydziału Twórczości Artystycznej PAU.
Mąż Marty Heleny z domu Tarnowskiej (ur. 1945), córki Eugenii Umińskiej, ojciec Dominiki (ur. 1965), Mateusza (ur. 1966) i Julii (ur. 1970).

## Ordery i odznaczenia
- Krzyż Kawalerski Orderu Odrodzenia Polski (26 września 2019)[9]
- Złoty Medal „Zasłużony Kulturze Gloria Artis” (25 lutego 2018)[10]
- Odznaka „Honoris Gratia” (2023)[11]
- Krzyż „Pro Ecclesia et Pontifice” (29 maja 2021)[12]

## Nagrody
- Nagroda im. Witolda Wojtkiewicza (2023)[8][13]